# Danielle Tyler
Danielle ("Dani") Tyler (23 oktober 1974) is een Amerikaans softbalster en olympisch kampioene softbal. Ze won op de Olympische Zomerspelen 1996 in Atlanta een gouden medaille met haar team voor softbal. Ze speelde ook softbal aan de Drake University in Iowa.
| Logo van de Olympische Spelen | Goud | Zilver | Brons | Logo van de Olympische Spelen |
|                               | 1    | 0      | 0     |                               |